# Грис, Жан Антуан Артюр
Жан Антуан Артюр Грис (фр. Jean Antoine Arthur Gris; 1829—1873) — французский ботаник.

## Биография
Артюр Грис родился 11 декабря 1829 года в коммуне Шатийон-сюр-Сен департамента Кот-д’Ор. Учился в Париже, в 1857 году получил степень доктора по ботанике. Его диссертация была посвящена микропическим исследованиям хлорофилла. С 1859 года Грис работал в Парижском музее естественной истории. В 1864 году он был назначен ассистентом Адольфа-Теодора Броньяра.
Грис и Броньяр издали множество совместных публикаций, среди которых наиболее известны их статьи по флоре Новой Каледонии.
Жан Антуан Артюр Грис скончался 18 августа 1873 года в Париже.

## Некоторые научные работы
- Brongniart, A.T.; Gris, J.A.A. (1871). Fragments d'une flore de la Nouvelle-Calédonie. Ann. sci. nat., Bot. ser. 5. 13: 340—404.

## Роды, названные в честь А. Гриса
- Grisia Brongn., 1865 [syn.  Bikkia Reinw., 1825, nom. cons.]